# Cratere Al-Mustazi
Al-Mustazi è un cratere sulla superficie di Encelado.